# Fanny Corri-Paltoni
Fanny Corri-Paltoniová (nepřechýleně Corri-Paltoni, rozená Frances nebo též Francesca Corri(ová), 1801, Edinburgh – 13. července 1861, Barton upon Irwell, Lancashire) byla slavná britská operní sopranistka působící v Evropě v letech 1818 až 1835. Měla hlas pozoruhodné krásy a jemnou pěveckou techniku. Excelovala zejména v operách Wolfganga Amadea Mozarta a Gioacchina Rossiniho.

## Život
Narodila se v Edinburghu jako dcera italského skladatele Natale Corriho (1765–1822). Její strýc Domenico Corri (1746–1825) byl významným pěvecem a skladatelem v Edinburghu. Také její sestřenice Sophia Dusseková (rozená Corriová), manželka českého hudebníka Jana Ladislava Dusíka, byla slavná sopranistka.
Fanny Corri-Paltoniová studovala zpěv nejprve u svého otce a poté u Angelicy Catalaniové a Johna Brahama v Londýně a v letech 1815–1816 spolu s Catalaniovou podnikla cestu po kontinentální Evropě. V letech 1818 až 1820 působila v londýnském King's Theatre, kde 17. ledna 1818 debutovala v roli Hraběnky v Figarově svatbě. V Londýně si vysloužila pochvalné recenze za několik dalších ztvárnění Mozartových hrdinek, včetně Donny Anny v Donu Giovannim, Dorabelly v Così fan tutte a Královny noci v Kouzelné flétně. Byla také ceněnou Matildou v Rossiniho opeře Elisabetta, regina d'Inghilterra ze 30. dubna 1818. Další triumf přišel 4. května 1820, kdy zpívala Amenaide v londýnské premiéře Rossiniho Tancrediho. V letech 1818 - 1821 byla také pravidelnou účinkující na koncertech Philharmonic Society.
Od počátku do poloviny 20. let 19. století se Corri-Paltoni zúčastnila několika úspěšných koncertních turné po Německu, Itálii a Španělsku. 
V roce 1824 ztvárnila postavu Isaury ve hře Giacoma Meyerbeera Margherita d'Anjou v Městském divadle v Boloni. Dne 20. dubna 1827 ztvárnila roli Corilly Scortichini ve světové premiéře hry Gaetana Donizettiho Le convenienze ed inconvenienze teatrali v neapolském Teatro Nuovo. Po zbytek onoho roku účinkovalal v opeře v Madridu.
12. ledna 1828 Corri-Paltoni zpívala v premiéře Luigiho Ricciho Ulisse in Itaca v neapolském divadle San Carlo a brzy nato účinkovala v milánské La Scale v letech 1828 až 1829. Mezi její role v Miláně patřila Corilla v La Prova d'un opera seria Francesca Gnecca, titulní role v Rossiniho Popelce (se slavným basistou Luigim Lablachem), Rosa v Le cantatrici villane Valentina Fioravantiho, Lisinga v Rossiniho Demetrio e Polibio a Rosina v Rossiniho Lazebníkovi sevillském. 
V roce 1830 cestovala po celém Německu. V roce 1834 se objevila ve světové premiéře Saveria Mercadanteho Uggero il danese v Teatro Riccardi v Bergamu. 
Její poslední známou rolí byla Adalgisa v představení Belliniho Normy v Alessandrii v roce 1835. Od tohoto okamžiku nejsou k dispozici žádné informace o ní ani o jejím manželovi.

## Rodina a potomstvo
Během svého turné po Itálii se seznámila se zpěvákem Giuseppem Paltonim, za něhož se později provdala a byla nadále známa jako Fanny Corri-Paltoni. 
V letech 40.–50. letech žili manželé Fanny a Giuseppe (Joseph) Paltoni († 1856, Chorlton) v Manchesteru. Manželé měli tři děti: 
1. dcera Fanny (1829 v Itálii) zpěvačka,
2. syn Ullriches, (1837, Manchester)
3. Giuseppe (1843 tamtéž).

Při sčítání lidu v roce 1851 je Frances Corri-Paltoni uvedena jako „profesorka zpěvu“ a Giuseppe jako „zpěvák“.
Fanny Corri-Paltoniová měla s Giuseppem (1856, Chorlton) tři děti. Zemřela v roce 1861 v Barton upon Irwell, Lancashire po půlroční nemoci.